# Planctoteuthis exopthalmica
Planctoteuthis exopthalmica (Joubin, 1931) è una specie di cefalopode appartenente alla famiglia Chiroteuthidae. Questi calamari sono caratterizzati da una simmetria bilaterale e possiedono un sistema uditivo costituito da statocisti, organi sensoriali che contribuiscono all'equilibrio. Il loro tessuto mineralizzato contiene aragonite, una forma cristallina del carbonato di calcio.
Questa specie è prevalentemente nectonica, il che significa che nuota attivamente nelle colonne d'acqua marine. È un predatore che si nutre di vari organismi marini. Il suo sistema visivo è composto da occhi con cristallino, adattati alle condizioni di scarsa illuminazione tipiche degli habitat profondi.
Planctoteuthis exopthalmica è distribuito principalmente nell'Oceano Pacifico orientale e nell'Oceano Atlantico orientale. È stato osservato a profondità comprese tra 0 e 2500 metri, indicando una notevole adattabilità a diverse condizioni ambientali.
Le dimensioni massime registrate per questa specie sono di circa 2,5 cm di lunghezza del mantello. Attualmente, la tendenza della popolazione di Planctoteuthis exopthalmica è sconosciuta, e la specie è classificata come Data Deficient nella Lista Rossa dell'IUCN, indicando che non ci sono informazioni sufficienti per valutare il suo rischio di estinzione.